# Mirtu
Mirtu (gr. Μύρτου, tur. Çamlıbel) – wieś na Cyprze, w dystrykcie Kirenia. Obecnie znajduje się w granicach Cypru Północnego.